# Bulovka (ulice v Praze)

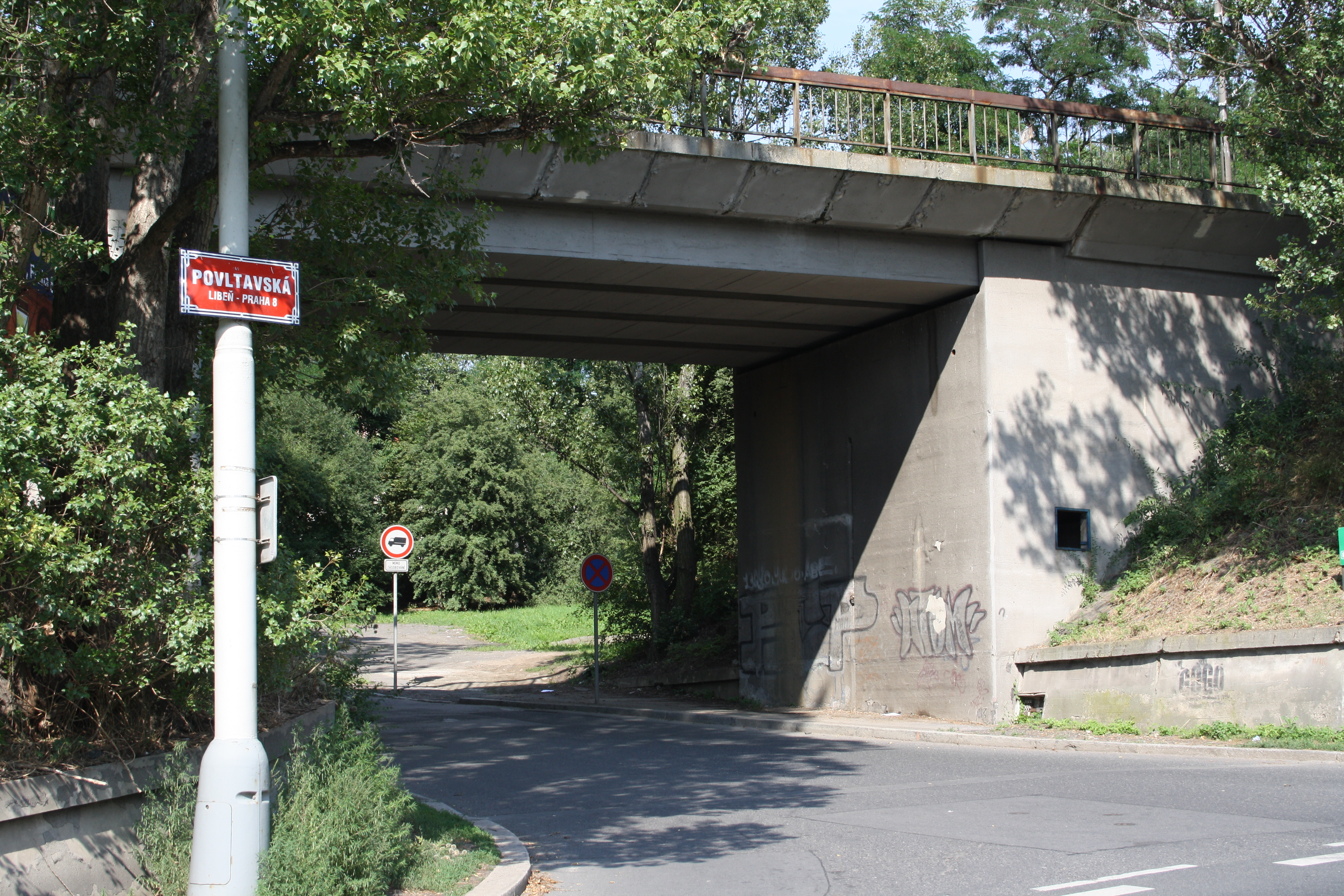
Odbočení z Povltavské do ulice Bulovka

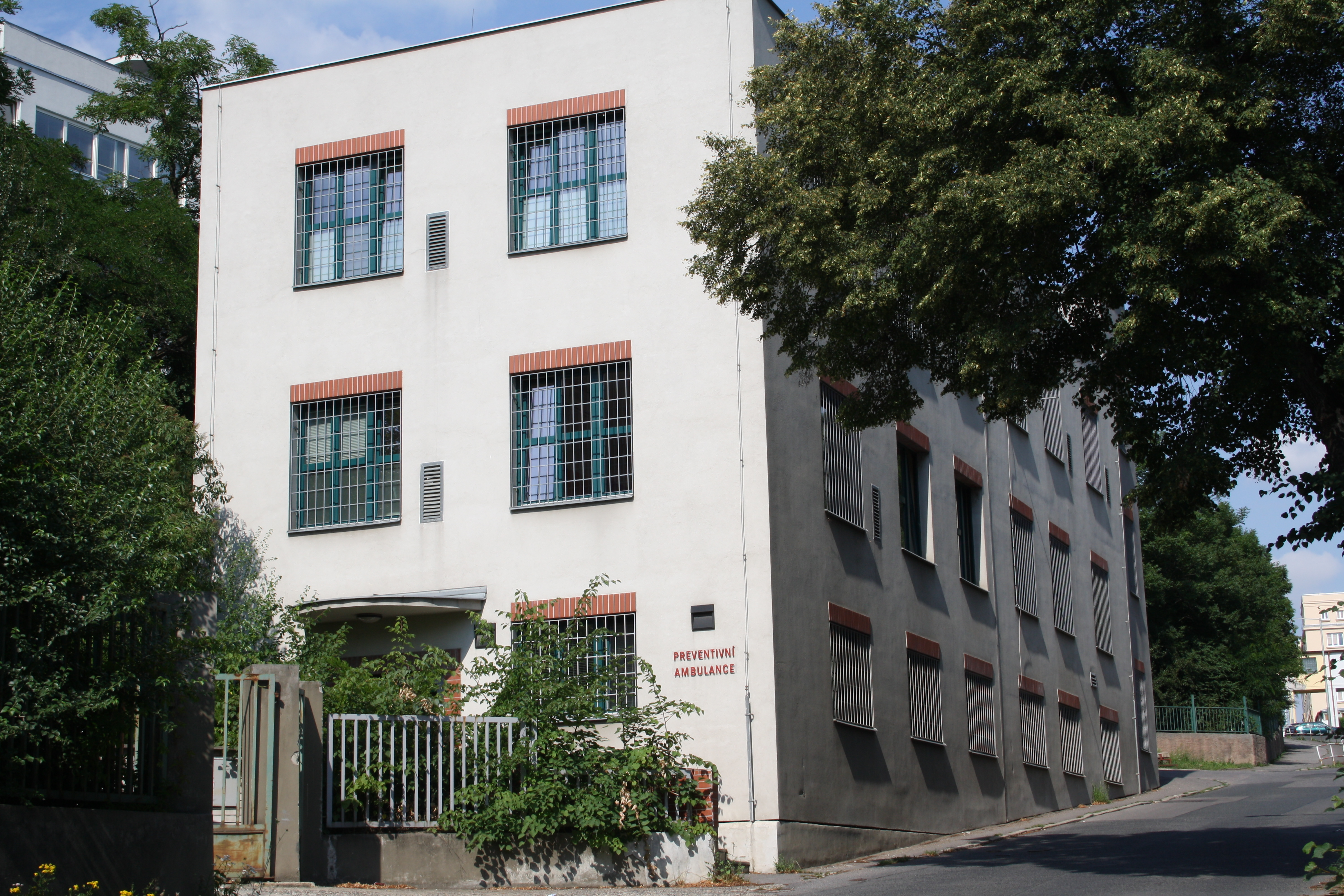
Protialkoholní záchytná stanice

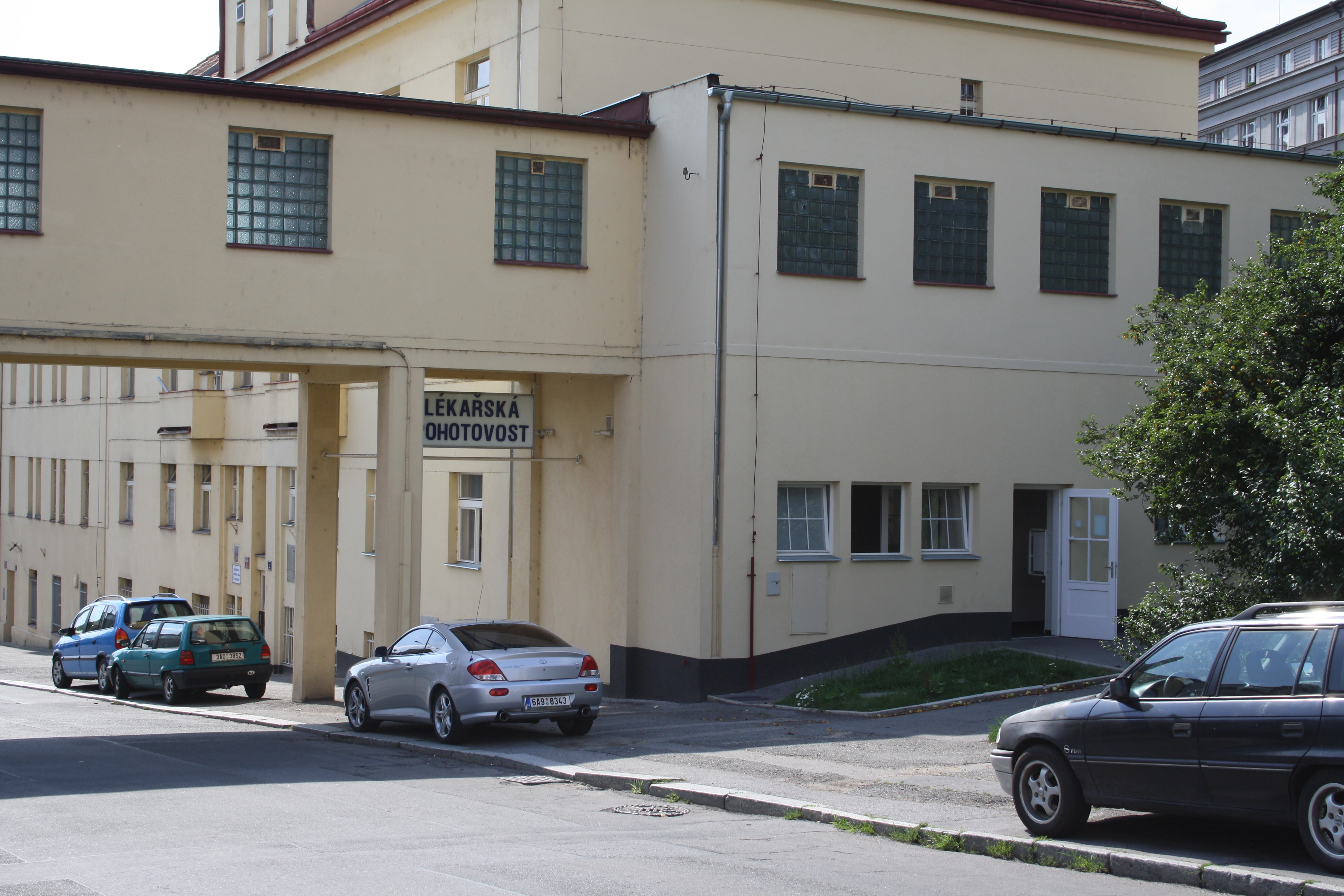
Lékařská pohotovost pro Prahu 8

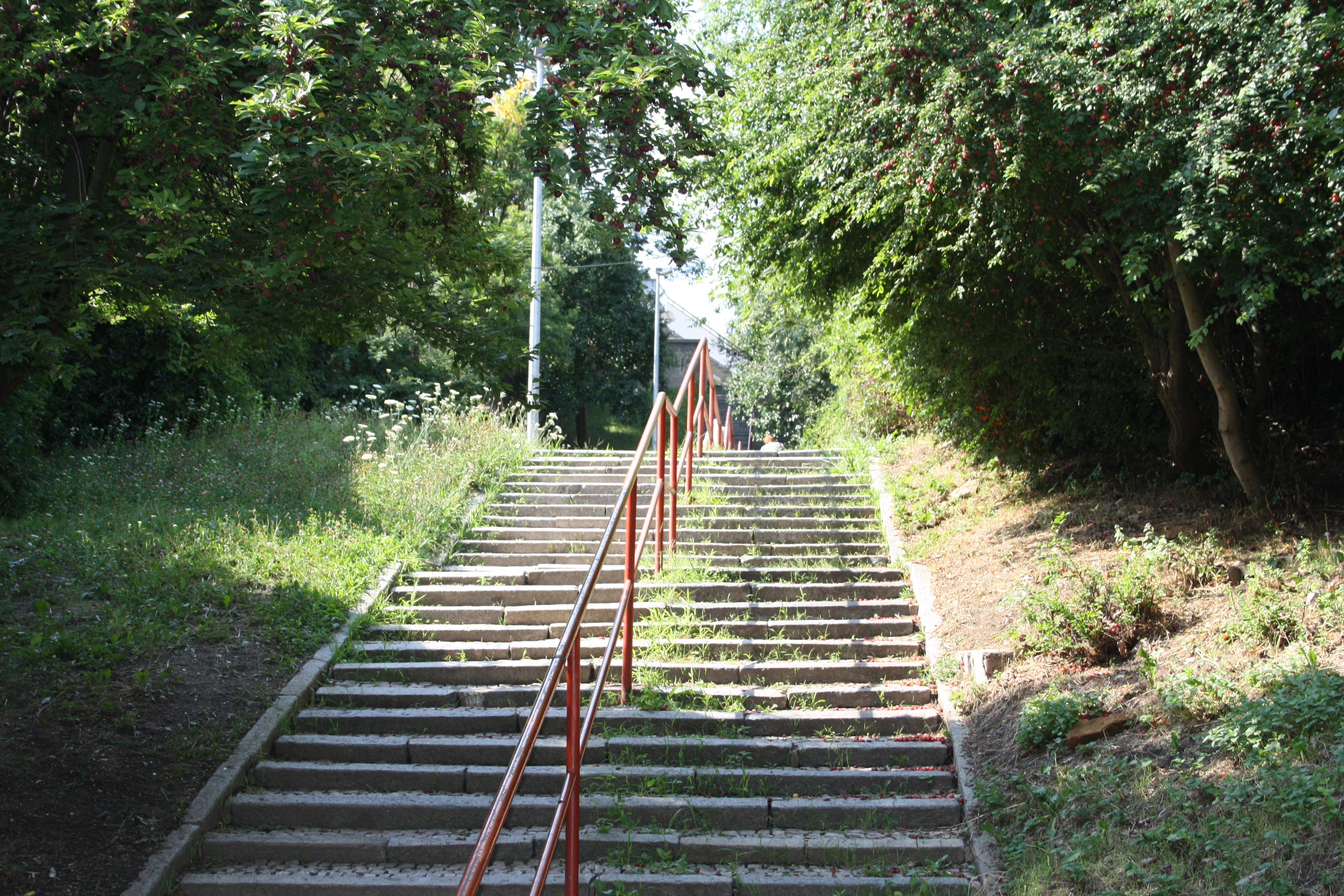
Ulice Na Srázu, čili schodiště z Bulovky do Budínovy

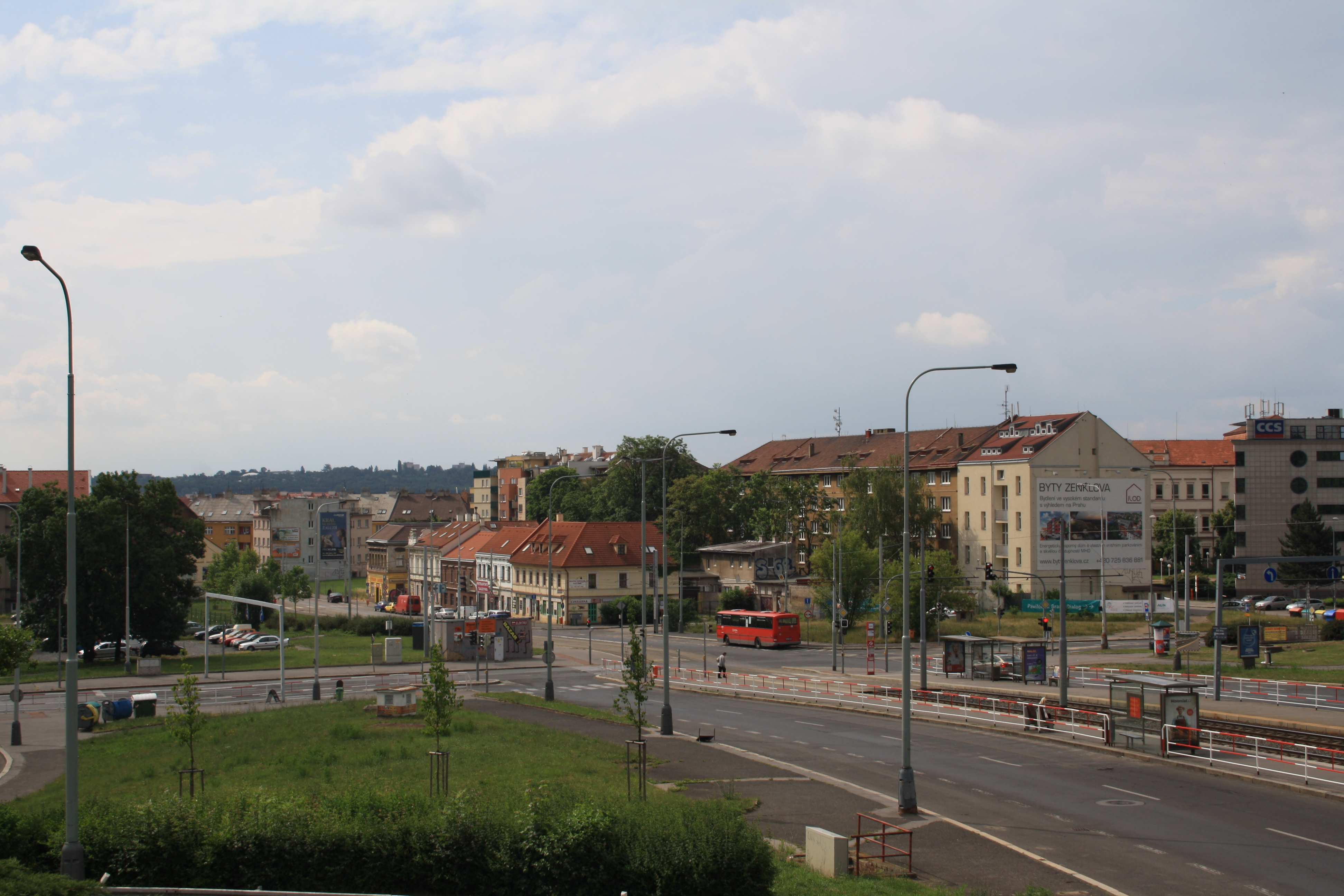
Křižovatka Zenklova Bulovka od severu

Bulovka je ulice v Praze 8 – Libni. Propojuje ulici Povltavskou, která je součástí městského okruhu s ulicí Zenklovou, která je hlavní komunikační tepnou Libně. V ulici jsou umístěny některé instituce nadregionálního významu.

## Historie a pojmenování
Současné jméno nese ulice od roku 1904, od roku 1895 byla pojmenována Kollárova. Ulice je pojmenována podle již zaniklé vinice na jejím místě, respektive podle jednoho z majitelů této vinice Bernarda Bully z Bullenau. Název se přenesl také na areál sousedící nemocnice (Fakultní nemocnice Bulovka) a na blízké zastávky MHD v Zenklově ulici. Ty se ve skutečnosti nacházejí na ploše náměstí Na Stráži.
Bulovka začíná v křižovatce s ulicí Povltavská, kde podchází pod železniční tratí Holešovické přeložky. Vede do kopce zhruba severovýchodním směrem. V horní části z ní odbočuje ulice Na Srázu (pouze schodiště, spojující se souběžnou částí ulice Budínovy), dále ulice Budínova a Chlumčanského. Ulice Bulovka končí v křižovatce s ulicí Zenklovou. Křižovatka se Zenklovou je vybavena SSZ.

## Významné objekty
Ulice prochází údolím mezi vrchy pojmenovanými Bílá skála a Černá skála. V dolní části ulice stávala dnes zaniklá usedlost stejného jména. Přibližně ve stejných místech nyní stojí budova soukromé firmy s nápisem „Desinfekční stanice hlav. města Prahy“. O něco výše v ulici je budova protialkoholní záchytné stanice. S ní bezprostředně sousedí vjezd do pavilonu patologie (pavilon 17) Nemocnice na Bulovce. Dále je u ulice kožní pavilon (pavilon 9) nemocnice, energocentrum s navazující budovou ústavní lékárny a administrativní budova (pavilon 2), ve které je umístěna lékařská pohotovostní služba pro Prahu 8. Ústavní lékárna je s hlavním areálem nemocnice propojena mostem nad ulicí. Vedle schodiště v ulici Na Srázu je vjezd do soukromého zdravotnického zařízení (hlavní vchod z ulice Budínova). V ulici je ještě domov pro seniory, ubytovna zdravotnického personálu, několik obchodů a minipivovar. Na zelené ploše u křižovatky Bulovka a Chlumčanského je umístěna kamenná plastika.

## Dopravní význam
Ulice funguje jako spojka Povltavské a Zenklovy. Žádná linka MHD ulicí neprochází. Nejbližší stanice MHD jsou zastávky tramvají a autobusů „Bulovka“ v Zenklově, Budínově a Davídkově ulici (v červenci 2018 autobusové linky 166 a 201). Všechny tyto zastávky se ve skutečnosti nacházejí na ploše náměstí Na Stráži. Zajímavostí je, že autobusová linka, vedená areálem Nemocnice na Bulovce (v červenci 2018 má linka číslo 166) má v jednom směru dvě a v opačném směru tři zastávky s názvem Bulovka. Dvě z těchto zastávek jsou pojížděny oběma směry linky.